# Хоролі
Хоролі (рос. Хороли) — природна територія, що перебуває під особливою охороною. Розташована у Зерноградському районі Ростовської області Російської Федерації. Утворена Постановою законодавчих зборів Ростовської області від 7 серпня 1995 р. № 151 і Рішенням голови адміністрації Ростовскої області від 15 серпня 1995 р. № 46.

## Опис
Степова пам'ятка природи, що розташована в понизів'ї балки Хоролі, що впадає в р. Кагальник, та включає частину ставка, прибалкові схили та днище балки з водотоком, а також правий берег р. Кагальник. Територія пам'ятки природи розташована в зоні різнотравно-типчаково-ковильного степу, але типова рослинність зони сильно змінена і неоднорідна через особливості рельєфу, ґрунтів та антропогенного впливу. Ділянки сильного і дуже сильного збою покращені корінним чином шляхом підсіва багаторічних трав. Корінне покращення займає 66% площі кормових угідь, а 34% площі зайняті природною рослинністю, розташованою на пологих та крутих схилах балки Хоролі та в долині річки Кагальник. Для балки типові поєднання степової рослинності по схилах і лугової по днищах.